# Pteromalus obscurus
Pteromalus obscurus är en stekelart som beskrevs av Christian Gottfried Daniel Nees von Esenbeck 1834. Pteromalus obscurus ingår i släktet Pteromalus och familjen puppglanssteklar.
Artens utbredningsområde är Tyskland. Arten är reproducerande i Sverige. Inga underarter finns listade i Catalogue of Life.